# SWOT analiza
Preduvjet za ispravni odabir strategije je analiza situacije. Pod tim se podrazumijeva da poduzeće treba sagledati vanjske i unutarnje čimbenike kako bi spoznalo najbolji način da se ostvari željeni cilj. Sve veća dinamičnost koja je prisutna na tržištu primorava poduzetnike da pažljivo odabiru način na koji će se natjecati s konkurencijom.

## Objašnjenje naziva
- S - Strengths → snaga
- W - Weaknesses → slabosti
- O - Opportunities → prilike
- T - Threats → prijetnje

## Svrha SWOT analize
SWOT analiza je jedan od instrumenata kojima se manager može poslužiti u kreiranju strategije. Ovo je kvalitativna analitička metoda koja kroz 4 čimbenika nastoji prikazati snage, slabosti, prilike i prijetnje određene pojave ili situacije. Međutim, treba uzeti u obzir da se radi o subjektivnoj metodi.
Svako poduzeće mora voditi računa o unutrašnjem i vanjskom okruženju. U tom se kontekstu ova analiza može razumjeti kao prikaz unutrašnjih snaga i slabosti organizacije i vanjski prilika i prijetnji s kojima se ta ista organizacija suočava.

## Vremenska dimenzija
Trenutna situacija se brzo mijenja i prilike na tržištu se mogu u sekundi promijeniti. U kontekstu vremena, snage i slabosti predstavljaju sadašnjost temeljenu na prošlosti, dok prilike i prijetnje predstavljaju budućnost temeljenu na prošlosti i sadašnjosti.

## Izgled i forma
Izrada SWOT analize je jednostavna i ne zahtjeva veliku formalnost. Dovoljno je izraditi tablicu u koju se potom smještaju snage, slabosti, prilike i prijetnje.

## TOWS matrica - napomena
Često je (vrlo često) moguće pronaći naziv TOWS matrica za SWOT analizu. Lako je primijetiti da se radi o obrnutom poretku slova. Ono što se može dati kao objašnjenje jest da je za organizaciju logično da prvo obrati pažnju na vanjske prilike i prijetnje ako želi osvojiti određeno tržište (ili dio njega), a tek nakon toga bi trebalo gledati na svoje unutarnje snage i slabosti. Logičnost ove teze je i u tome što se moderno poslovanje mora orijentirati na potrošača jer je on taj koji vodi glavnu riječ. Nažalost, još je puno organizacija koje najprije gledaju što mogu proizvesti i ponuditi, a zapravo bi trebali uočiti što i kako mogu prodati na tržištu, pa tek nakon toga analizirati da li su sposobni to izraditi.

## Vanjske poveznice

### Primjeri SWOT analize
- SWOT analiza Dubrovačko-neretvanske županije  Arhivirana inačica izvorne stranice od 9. lipnja 2007. (Wayback Machine)